# Byttneria morii
Byttneria morii là một loài thực vật có hoa trong họ Cẩm quỳ. Loài này được L.C.Barnett & Dorr mô tả khoa học đầu tiên năm 1990.